# Tina Fey
Elizabeth Stamatina "Tina" Fey (Upper Darby Township, Pennsylvania, 1970. május 18. –) kétszeres Golden Globe- és többszörös Primetime Emmy-díjas amerikai színésznő, komikus, író és producer, ismert munkája az NBC vígjáték sorozat a Saturday Night Live(SNL, 1975 –), a kritikusok által elismert NBC komédia sorozat 30 Rock (2006 – 2013) és olyan filmek, mint a Mean Girls (2004), Baby Mama (2008), Date Night (2010), Admission (2013), és a Muppets Most Wanted (2014).
Fey első berobbanása a vígjáték világába, mint komikus színésznő a Chicagóban alapított rögtönzött komédia csoport, A Second City-nél volt. Azután csatlakozott az SNL-hez, (Saturday Night Live / Szombat esti Élő), mint író, később vezető írója és szereplője lett, ismert volt, mint műsorvezető a Hétvégi felfrissülés sorozatban. 2004-ben a Bajos csajok filmben szerepelt és a forgatókönyvét írta, ami részben a könyv alapján lett átdolgozva. 2006-ban, miután elment az SNL-től létrehozta a 30 Rock televíziós sorozatot, egy vígjáték, ami részben a SNL-nél szerzett tapasztalatait dolgozta fel. Fey, mint egy kitalált bohózat sorozat vezető írója szerepel ezekben a sorozatokban. 2008-ban a Bébi Mama vígjátékban szerepelt a korábbi SNL csillag, Amy Poehler mellett. Fey következő szerepe Steve Carell oldalán a Párterápia vígjátékban volt és játszott Will Ferrell-el a Megaagy rajzfilmben.
Fey nyolc Emmy-díjat és két Golden Globe-díjat kapott, öt Televíziós Színésznő Szövetség díj, négy Amerika Írók Szövetség Díja, és jelölték a Grammy-díjra a Parancsolgató nadrág című önéletrajzi könyvéért, ami a The New York Times sikerkönyv listáján öt hétig volt a csúcson. 2008-ban az Associated Press (AP) az Év Szórakoztatója Díjat adományozta Fey-nek a republikánus alelnök-jelölt Sarah Palin szatirikus ábrázolásáért egy vendégszerepben a SNL-en. 2010-ben átvette a Mark Twain Díjat az Amerikai Humorért, a valaha volt legfiatalabb győztese a díjnak. 2013. január 13-án a 70. Golden Globe-díj ünnepségnek volt a házigazdája, együtt Amy Poehlerrel, aki tartós barátja és komikus társa volt. A teljesítményüket a kritikusok elismerték. A páros a következő évben újra a díj átadója volt, hasonló elismerés mellett, kiváltva az elmúlt tíz év ünnepségeinek legmagasabb elismerését.

## Gyerekkora és tanulmányai
Fey Pennsylvaniában, Upper Darby-ban született egy kisvárosi közigazgatási területen Philadelphia nyugati részén. Az édesanyja Jeanne, (született Xenakes) egy bróker alkalmazottja, görög származású, az apja Donald Fey egyetemi pályázatíró félig német és félig skót származású. A bátyja Péter nyolc évvel idősebb nála.
Korán találkozott a komédiával, és így emlékezett vissza:
|  | „Emlékszem a szüleim rávettek, hogy nézzem a Fiatal Frankensteint. Mi az SNL-t, vagy a Monty Python-t, vagy az öreg Marx Fivérek filmeket is szerettük volna nézni. A papám szerette volna, hogy későig fennmaradjunk és megnézzük a Nászutasokat. Nem engedték meg nekünk, hogy nézzük a Flintstone sorozatot bár: a papám utálta, mert félbeszakította a Nászutasokat. Tulajdonképpen a koromhoz képest nagyon keveset tudtam a Flintstone-ról.” |
|  | |

Tizenegy éves korában elolvasta az 1981-es Joe Franklin a Nagy Filmkomédiások Hetven Éve könyvét, ami egy tanulói program volt a komédiáról. Úgy nőtt fel, hogy nézte a Second City Television-t.
Fey a Cardington-Stonehurst Általános Iskolába és a Beverly Hills Középiskolába járt Upper Darby-ban. A középiskola mellett, tudta, hogy érdeklődik a komédia iránt. Fey az Upper Darby High Iskolába járt, ahol kitűnő tanuló volt, tagja az énekkarnak, a dráma klubnak, és a tenisz csapatnak, és társ-szerkesztője volt az iskolai újságnak, a Makknak. Névtelenül szintén írt az újság szatirikus rovatába a Hasábba. Az érettségit követően 1988-ban Fey beiratkozott a Virginia-i egyetemre, ahol színműírást és színészetet tanult. 1992-ben bölcsész (BA) diplomát szerzett dráma szakon.

## Pályafutása
Saturday Night Live (1997–2006)
Mialatt a Second City-ben szerepelt 1997-ben, Fey benyújtott néhány rövid bohózat vázlatot a NBC Szombat Esti Élő (SNL) revü műsorhoz Adam McKay vezető író kérésére, aki korábban szerepelt a Second City-ben. Fizetett alkalmazottja volt, mint író a SNL-nek, majd Lorne Michaels-szel a SNL alkotójával történt találkozóját követően elköltözött New Yorkba. Fey The New Yorker-nek nyilatkozta, "Az én szemem örökké a show-n volt, míg más gyerekeké Derek Jeter-en. Eredetileg Fey "küzdött" a SNL-nél. Első bohózat vázlatát a rádiós főszereplőnek Chris Farley-nek írta egy Sally Jessy Raphael szatírában. Fey tovább folytatta az írást egy paródia sorozattal, közöttük szerepelt az ABC's reggeli beszélgetős show-ja, az A Látvány-ban. Társszerzője a "Sully and Denise" jelenet vázlatoknak Rachel Dratch-val, aki egyike a tizenéves szereplőknek.
Fey egy rendkívülit alakított az egyik epizódban 1998-ban, és miután visszanézte önmagát, eldöntötte, hogy diétázik és 30 fontot lead. A The New York Times-nek nyilatkozta "én teljesen normális súlyú voltam, de itt voltam New York City-ben, volt pénzem, de nem tudtam semmilyen ruhát vásárolni. Miután lefogytam, érdekem volt, hogy felvegyen a kamera. 1999-ben McKay visszalépett, mint vezető író, ami Michaels-t arra késztette, hogy felkérje Fey-t a megüresedett helyre. Abban az évben Key lett a SNL első női vezető írója.
2000-ben Fey szerepelt a vázlat jelenetekben, és Jimmy Fallon-al közösen a SNL Hétvégi Felfrissülés részek társ riporterei lettek. Fey azt mondta, hogy ő nem kérte a meghallgatást Michaels próbált közeledni felé. Michaels kifejtette, hogy 'kémia' volt Fey és Fallon között. Michaels ugyanakkor felfedte, hogy a választás abban az időben "egyfajta kockázat" volt. Fey szerepét a Hétvégi Felfrissülésben jól fogadta a kritika. Ken Tucker, az Entertaiment Weekly szerkesztője írta: "Fey olyan darts ütéseket szállít – hosszan megírt méreggel töltött poénok, tökéletesen értelmezett mondatok példátlanok a Felfrissülés történetében – az ilyen csillogó, fényes arckifejezése teszi őt ördögien bűbájossá. Dennis Millet, korábbi tagja a SNL színészeinek és riportere a Weekend Update-nek, meg volt elégedve Fey munkájával, mint a sorozatok egyik riportere."... Fey lehet a valaha volt legjobb Hétvégi Felfrissülés riportere. Ő írja a legtréfásabb vicceket." Ugyanakkor Robert Bianco az USA Today-től megjegyezte, hogy ő "nem szerelmese" a párosításnak.
2001-ben Fey és írótársai a SNL 25. rendkívüli évfordulója alkalmából az Amerikai Írószövetség díját nyerte. A következő évben, a 2002 évi Emmy-díjkiosztó gálán ő és írótársai a Varieté, Zene, és Vígjáték Program Legkiemelkedőbb Írói Emmy-Díját nyerték el.
2004 májusában a Fey és Fallon párosítás véget ért, amikor Fallon utoljára szerepelt, mint a színész társulat tagja. Őt váltotta Amy Poehler. Ez volt az első, hogy a Hétvégi Felfrissülés műsorban két nő riporterként szerepelt. Fey nyilatkozta, hogy a sorozatban a "bérelt" Poehler az ő házigazda társa. A Fey-Poehler csapat fogadtatása pozitív volt, Rachel Sklar a Chicago Tribune-től megjegyezte, hogy a páros "túláradóan vidám, tökéletes hang siker, ahogy pléhpofával, egymásra rájátszva hozzák a gyors egysoros poénokat".
A 2005-2006 évad volt Poehler utolsó szezonja, azután A Stúdió fejlesztésébe kezdett. Amikor Poehler elment a műsorból, Fey lett a Hétvégi Felfrissülés show riportere, aki a leghosszabban szolgálta a műsort, 117 epizódot tudhatott magáénak (egy jelzés, hogy később átadná helyét Seth Meyers-nek.)

## A Stúdió (2006–2013)

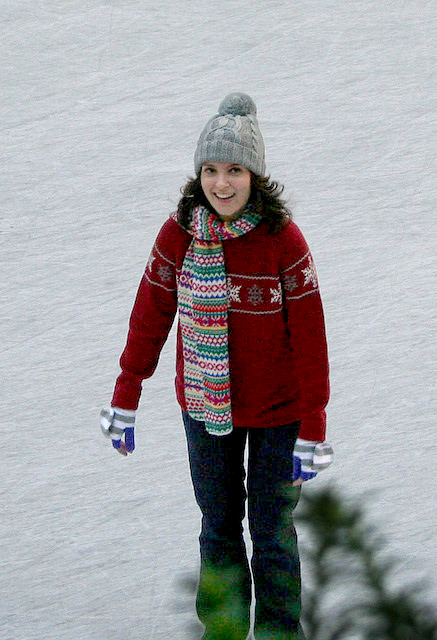
A 30 Rock egyik epizódjának forgatása a Rockefeller Centerben 2007 októberben

2002-ben Fey a NBC kábel hírcsatornának javasolt egy próba epizódot, de elutasították. A próba epizód átdolgozásra került egy SNL stílusú sorozathoz hasonlóan, amit a NBC elfogadott. 2003 májusában szerződést kötött a NBC-vel, ami megengedte számára, hogy legalább a 2004–2005-ös televíziós évadban az SNL-nél megtarthatja a vezető író pozícióját. A szerződés részeként Fey-nek egy fő műsoridős programot kellett készítenie a Broadway Video és a NBC Universal rendezésében. Untitled (rang nélküli) Tina Fey Project név alatt Fey a próba program fejlesztését kezdte meg. Az Adam Bernstein által rendezett revü próba epizódja a vezető írójára összpontosított, arra, hogy hogyan kezelte a kapcsolatait a show vidám sztárjával és vezető producerével. 2006 októberében a próba epizódot A Próba néven az NBC sugározta. Bár az epizód általánosan kedvező fogadtatásban részesült, a harmadik helyen végzett a saját idősávjában.
A műsorszóró hálózat megújította a sorozatot, ami 2007 októberében kezdődött. A show harmadik évadjának bemutatója 2008. október 30-án volt. A bemutató epizód rekordot döntött a sorozat legmagasabb nézettségével. 2009 januárjában a NBC felújította A Stúdió sorozatot a 2009-2010 évi szezonra.
2007-ben Fey kapott egy jelölést az Emmy-díj Kiemelkedő Színész a Vígjáték Sorozatok versenyében. Maga a show megnyerte az Emmy a Kiemelkedő Vígjátéksorozatok Díját. 2008-ban Fey megnyerte a Televíziós Színésznők Szövetségének Golden Globe-díját és az összes Emmy-díjat a Legjobb Női Főszereplő a Vígjáték Sorozatokban kategóriában. A következő évben Fey ugyanazokban a kategóriákban újra megnyerte a Golden Globe és a Legjobb Televíziós Színésznő Díjat, és jelölték egy Emmy-díjra is. 2010 elején Fey kapott egy jelölést a Legjobb Színésznő kategóriában és megnyerte a Televíziós Színészek Szövetségének Díját a Legjobb Vezető Színész kategóriában. A Stúdió sorozatot 2010 márciusában a 2010-2011 évadra felújították. A 2011-2012 évi évadra a sorozat visszatért, noha Fey második gyermekével való terhessége következtében az évad bemutatóját elhalasztották a szezon közepére. Fey egyszer megemlítette, hogy a showban alakított játékát Julia Louis-Dreyfus ihlette, és később, az ötödik évad élő epizódjaiban beugró színészként Liz Lemon Louis-Dreyfus-t alakította a korábbi részeket összefoglaló jelenetekben. 2012. május 11-én bejelentették, hogy a show-t felújították a hetedik, és végső szezonra a 2012. október 4-i bemutatóra 13 epizóddal. Miután megkapta a 13. Emmy-díj jelölést és két győzelme volt erre az utolsó évadra, A Stúdió sorozat befejeződött és hosszan tartó sikerét kritikailag 112 Emmy-díj jelöléssel értékelték. Úgy idézték, mint minden idők egyik legnagyobb tv-sorozatát, és figyelembe vették, mint az egyik legnagyobb befejezés a televízió történetében.
Játékfilmek
2002-ben Fey feltűnt a Martin & Orloff groteszk vígjátékban. Íróként és társ-sztárszínészként a 2004-ben bemutatott tini vígjátékban, a Bajos csajokban mutatkozott be. A filmben lévő szerepek és viselkedések Fey Upper Darby Középiskolájának középiskolai élményeire és a Rosalind Wiseman nem kitalált könyvére a Méhek Királynője-re alapultak. A szereposztás egyéb, korábbi SNL szereplőt foglalkoztatott, mint Tim Meadows, Ana Gasteyer és Amy Poehler. A film kedvező megítélést kapott és kasszasiker volt, világszerte 129 millió amerikai dollár bevételt hozott.

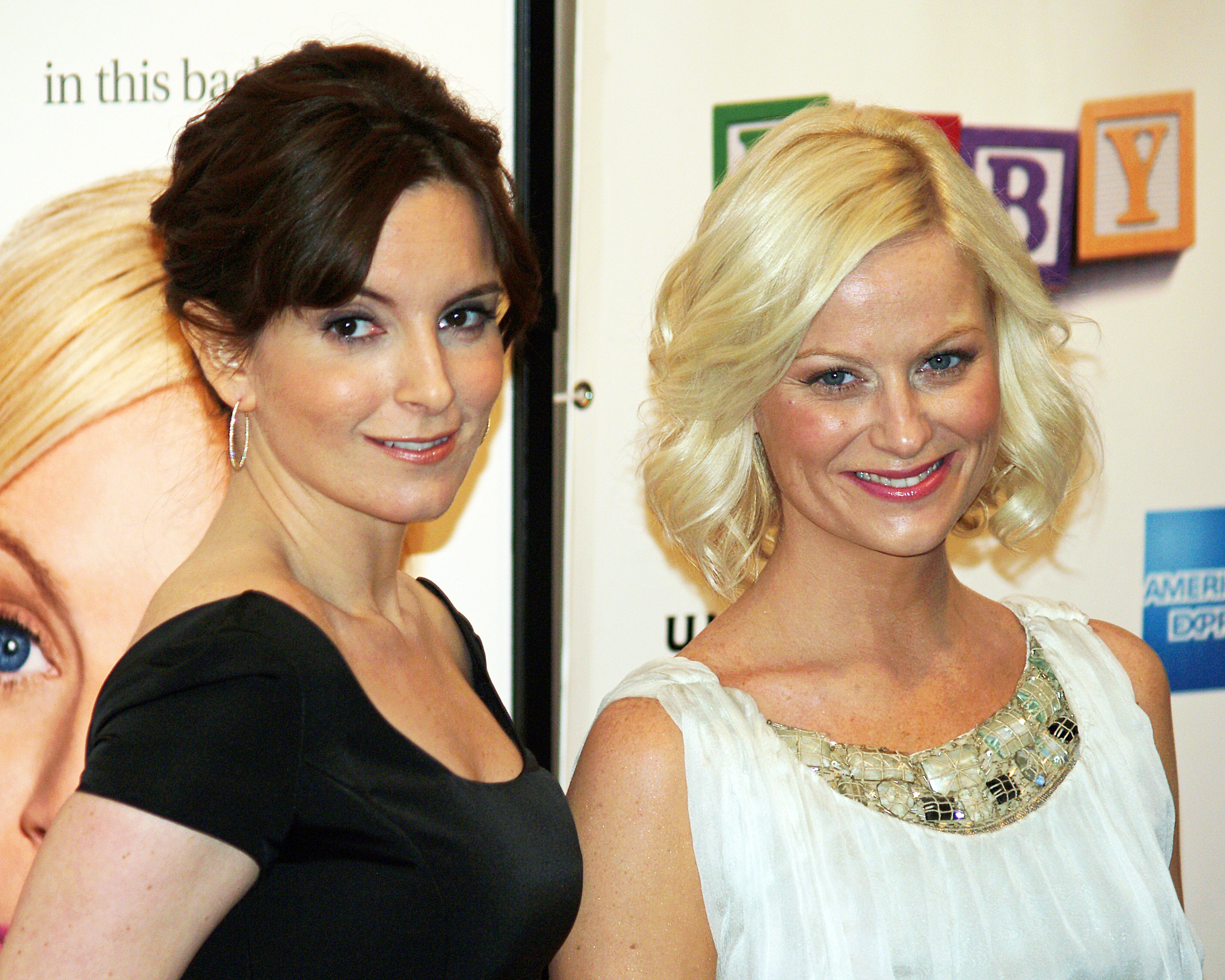
Fey (balra) Amy Poehlerrel (jobbra) a Baby Mama premierjén New Yorkban, 2008. április 23-án.

Egy 2004. évi interjúban Fey kifejezte, hogy filmeket szeretne írni és rendezni, amikben kis szerepe is van. A Paramount Pictures megbízásából 2006-ban egy film forgatókönyvön dolgozott, ami Sacha Baron Cohen-t, a Curly Oxide zenekart és Vic Thrill énekest kívánta szerepeltetni, ami nem szorosan Hasidic rock zenész igaz történetén alapult. 2007-ben, egy animációs vígjátékban szerepelt az Agua Teen Hunger Froce Colon Movie for Theaters-ben, mint az Aqua Tinik anyja, egy óriás buritto (tortilla).
Megkapta a SAG Kártyáját, később szerepelt az Artie Lange Sör Ligája játékfilmben, amit 2006-ban hoztak forgalomba, amiben kénytelen volt csatlakozni a szövetséghez .
Fey és a korábbi társa az SNL-ből, Amy Poehler játszották a főszerepet a 2008-as, Bébi Mama vígjátékban. A filmet Michael McCullers írta és rendezte. Kate (Fey) egy üzletasszony, aki gyereket akar, de tapasztalva, hogy millió az egyhez csak az esélye, hogy teherbe essen, eldöntötte, hogy talál egy béranyát: Angie (Poehler), egy fehér proletár cselszövőt. A Bébi Mama vegyes fogadtatást kapott, de sok kritikusnak tetszett Fey játéka. A Variety Todd McCarthy-ja irta: "Fey-t egész idő alatt öröm nézni. Képes egyszerűn és alázattal közvetíteni Kate szándékait és érzéseit, soha nem melodramatizálja sem a saját helyzetét, sem a saját hatásosságát és maximalista oldala nem válik erőszakossá. A film több, mint 64 millió amerikai dollár bevételt jelentett a kasszának.
2008 utáni munkái közül a Ponyo a tengerparti sziklákon filmben Lisa szerepéhez a hangját kölcsönözte. A film a japán animációs film angol nyelvű változata (Amerikában Ponyo címmel játsszák). 2009-ben A Hódító Lódító című filmben szerepelt Ricky Gervais, Jennifer Garner, Rob Lowe és Christopher Guest oldalán. Következő filmszerepét egy Shawn Levy vígjátékban, a Párterápia filmben játszotta. A film két házasemberről szól, Fey és Steve Carell alakítja, akik randevút beszélnek meg, de az éjszaka fonákul üt ki. Még ugyanebben az évben Roxanne Ritche, televíziós riporter hangja volt a DreamWorks Stúdió által készített animációs akció vígjátékban, a Megaagy-ban (2010) A 321 millió amerikai dollár bevételével a Megaagy Fey eddigi legnagyobb kereskedelmi filmsikere. 173 millió amerikai dollárt hozott az Egyesült Államokon kívül és 148 millió amerikai dollárt otthon.
2013-ban Fey Paul Rudd oldalán a Vizsga két személyre (Admission) romantikus drámai film vígjátékban szerepelt, ami Jean Hanff Korelitz ugyanilyen című regénye alapján készült. A filmet Paul Weitz rendezte.
Sarah Palin megszemélyesítője
2008 szeptembertől novemberig, az SNL állandó meghívottjaként egy paródia sorozatban Sarah Palin-t, a republikánus alelnök jelöltet figurázta ki. A 34. bemutató epizódban, amit 2008. szeptember 13-án sugároztak, egy rövid bohózatban utánozta Palin-t, mellette Amy Poehler játszott Hillary Clinton szerepében. A szócsatájukban Clinton Palinnak odabökte "Tina Fey szemüvegben" A bohózat hamarosan az NBC valaha legnézettebb "virus" videójává vált, 5,7 millióan nézték meg a következő szerdai adást. Fey visszafoglalta ezt a szerepet október 4-én és október 18-án, amikor az igazi Sarah Palinnel szerepelt együtt és november 1-jén, amikor John McCain szenátorral és feleségével, Cindy-vel készített műsort. 1994 óta a SNL show műsorai közül az október 18-i adás érte el a legnagyobb nézettséget. A következő évben Fey nyert egy Emmy-t a Kiemelkedő Vendégszínésze a Vígjáték sorozatok kategóriában Palin megszemélyesítéséért. Fey 2010 áprilisában visszatért a SNL-hez és újra megformálta Palin személyét egy "Sarah Plin Network" bohózatban. 2011. május 8-án Fey ismét megformálta Palin személyét, amikor a SNL háziasszonya volt.
2009 decemberében az Entertaiment Weekly amerikai heti magazin az évtized vége "legjobb" listáján szerepeltette Fey alakítását, így írt róla: "Fey a nagy emberek majmolásának bizarrul tökéletes ábrázolása a SNL-ben (és az odamondási tehetsége egyensúly a vígjáték és a kegyetlenség között) létrehozta a valóságnak megfelelő transzcendens televíziót.
Egyéb munkák

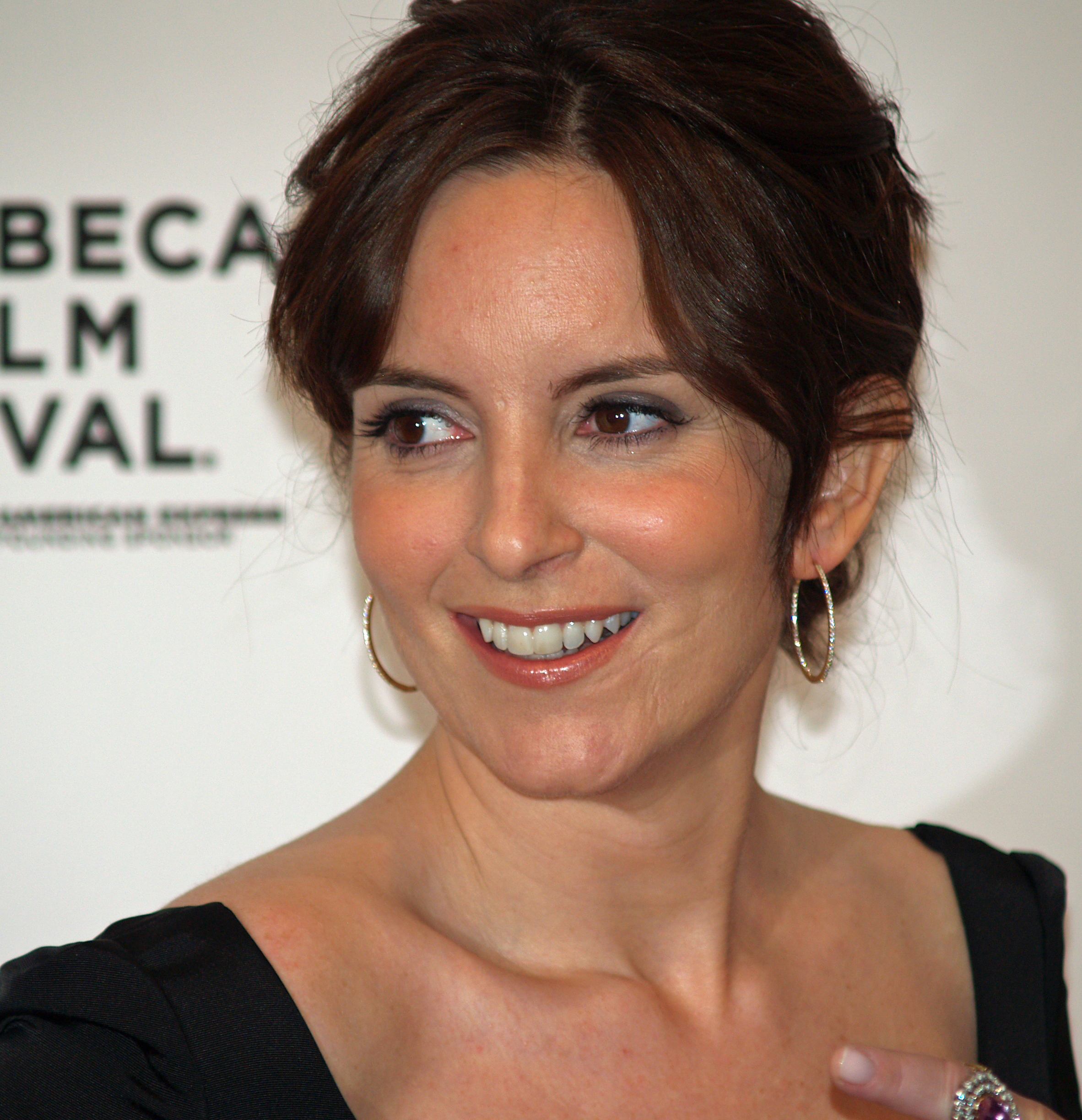
Fey a Baby Mama premierjén 2008-ban

1997-ben Fey és a Second City improvizációs komédia vállalkozás további társulati tagjai hangjukat kölcsönözték a Középkori Őrület flipper játékhoz.
2000-ben Fey, SNL-beli színész barátnőjével, Rachel Dratch-al társult, és egy női párost alakított a New York City-i Upright Citizens Brigade Színház társulat megbízásából az Off Broadway Színházban a Dratch&Fey show-ban. Az előadást a kritika jól fogadta. Tim Townsend, a Wall Street Journal újságírója a Dratch & Fey kritikájában azt írta, hogy a móka része volt nézni az előadásukat "látni , hogy milyen kellemes az egymás közötti kapcsolatuk". Azzal fejezte be az írását, hogy az előadás "nem két vicces nőről szól. Dratch és Fey csak csak mulatságosak".
2007. augusztus 13-án Fey vendégként szerepelt a Szezám Utca "The Bookaneers" című epizódjában, ami egy gyerekeknek készült televíziós sorozat. 2007 novemberében a Food Network kábel és műholdas tv-csatorna Amerika Vas Séfje epizódjában szerepelt, ahol egy bírót alakított. Fey szerepelt a Disney "Millió álmok éve" kampányban, mint Tinker Bell, Mikhail Baryshnikov-al, mint Peter Pan és Gisele Bündchen-el, mint Wendy Darling. Reklámokat is készített, az American Express hitelkártya reklámban 2008-ban, és a Garnier Nutrisse hajfesték reklámban 2012-ben.
A 2007-2008. évi szezon után, amikor Fey háziasszonya volt az SNL első epizódjának, 2008. február 23-án részt vett az Amerikai Írók Szövetségének sztrájkjában. Ezért a szerepléséért Emmy díjra jelölték a Kiemelkedő egyéni teljesítmény vígjáték vagy zenés műsor kategóriában. Fey másodszor volt háziasszonya a SNL-nek 2010. április 10-én, és ezért a teljesítményéért egy Emmy jelölést kapott a Kiemelkedő Vendégművésznő a vígjáték kategóriában.
2011. április 5-én megjelent a Parancsolgató nadrág című humoros, önéletrajzi könyve. Pozitív kritikát kapott a The New York Times-tól.
2011-ben Fey narrátora volt a Lányok titkos élete című két órás rádiós dokumentum darabnak, amit A Kitchen Sisters gyártott. Fey megjelentetett a világ minden tájáról származó nőkről és lányokról szóló történeteket, és megosztotta saját leánykori és anyai emlékeit is.
2012-ben Fey rapperként mutatkozott be a Gyerekes Gambino (Donald Glover zenész színpadi neve) lemezen, digitális audio kiadásban "Royalty" (Felség). Glover egykori író A Stúdió-nak, amelyen együtt dolgozott Fey-el. Szintén szerepelt az iCarly sorozat "iShock America" című epizódjában, ahol önmagát alakította.
Fey ügyvezető producerként két bemutatandó szituációs vígjátékbon is dolgozik – az Unbreakable Kimmy Schmidt az NBC részére és a Cabot College a Fox részére.

## A médiában
2002-ben Fey-t a Hot 100 Listáján a nyolcvanadik helyen rangsorolta a Maxim magazin – amely korábban a Rolling Stone zenekarról közölt fotókat -, nevezte Fey-t "a gondolkodó férfiak sex szimbólum"-ának. Felkerült a People magazin az 50 Leggyönyörűbb Ember listájára 2003-ban, és a People magazin a 100 Leggyönyörűbb Ember között szerepelt 2007, 2008 és 2009 években. 2007-ben Fey a hetedik helyet foglalta el a Hot 100 listáján az AfterEllen.com internetes portálon. A következő évben is felkerült a listára, ahol az első helyre szavazták.

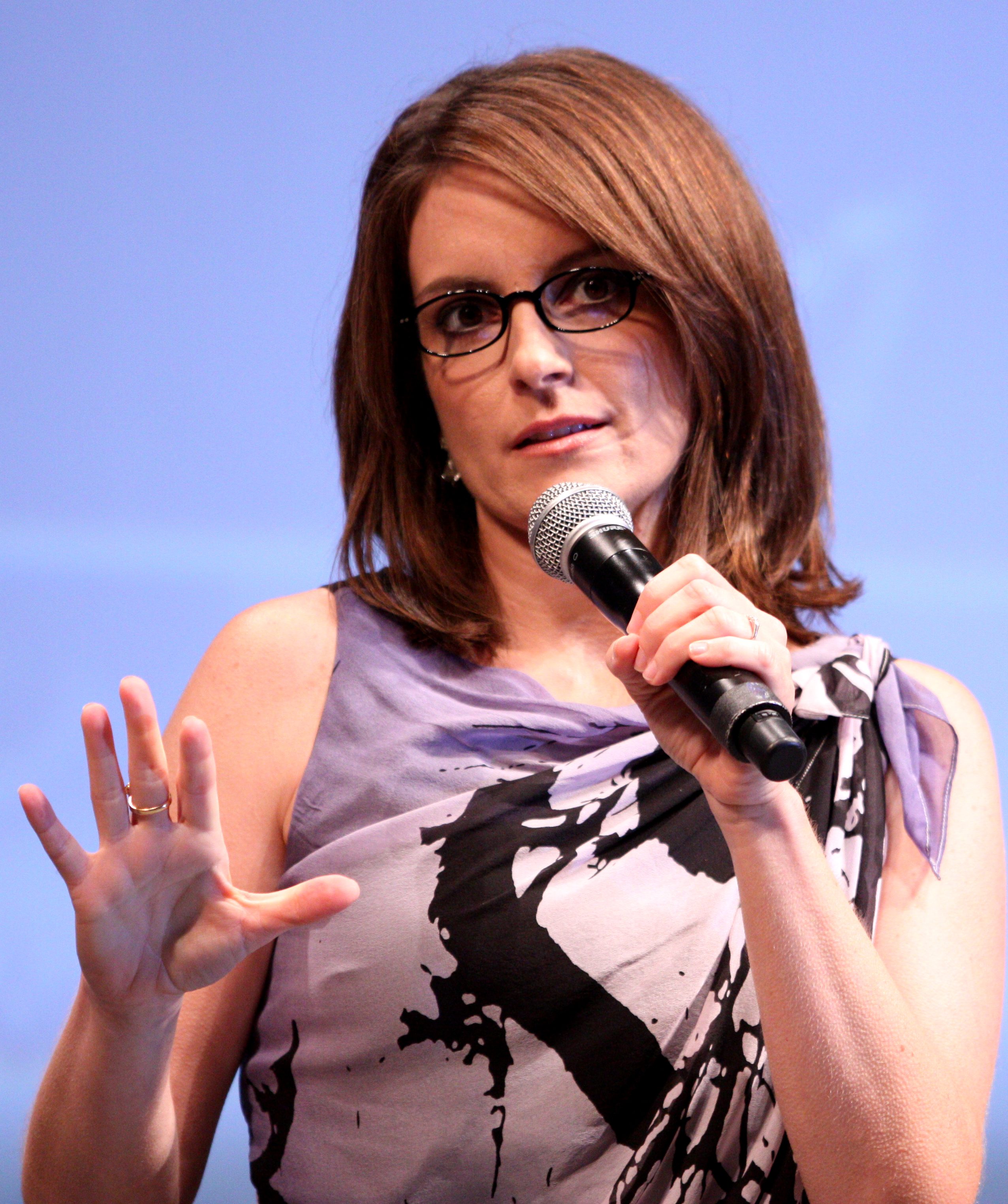
Fey a 2010. évi San Diegó-i Nemzetközi Képregény Találkozón a Megaagy kampányában

2001-ben a Weekly magazin Fey-t, mint a magazin egyikét az Év Szórakoztatója címre választotta a Hétvégi Felfrissülésben végzett munkájáért. 2007-ben Fey a magazin az Év Szórakoztatója díjazottjai között szerepelt, és 2008-ban a második lett. 2009-ben Fey-t nevezték az Entertainment Weekly heti magazin ötödik személyiségnek a saját 15 Szórakoztató között a 2000-es listában. 2013-ban az Entertainment Weekly magazin megkoronázta Fey-t, mint "Egykori és Jövőbeli Királynő" (egy célzás az Egykori és Jövőbeli Király-ra) a "Nők, akik futnak a TV-ben," alakításukért, Fey-t "a legviccesebb nő a szabad világban" nevezi. EW idézte Mindy Kaling-t, amint azt mondja, hogy "én mindig érzem, hogy Tina az utánzást úgy hozza, mint az én ihletem, de ő valamiért mindenki ihlete". A rovat szintén idézte Zooey Deschanel és Lena Dunham dicséretét.
Az Associated Press újság-szerkesztői és a televíziós, és rádiós gyártásvezetők Fey-t szavazták meg az Az AP Év Szórakoztatójának, mint azt a előadót, akinek 2008-ban a legnagyobb hatása volt a kultúrára és a szórakoztatásra, hivatkozva a SNL-ben nyújtott, Sarah Palin alakjának megformálásra. Szerepelt a Forbes évi Hírességek 100-as listájában, a 100 legerőteljesebb hírességek között 2008-ban a 99., 2009-ben a 86., 2010-ben a 90., 2011-ben a 92. és 2012-ben a 79. helyen.
2007-ben a New York Post besorolta Fey-t New York 50 legbefolyásosabb nője közé, a rangsorban ő a 33. Fey ott volt a Time 100-as listáján, 2007-ben és 2008-ban a Time magazin éves kiválasztása alapján a 100 legbefolyásosabb ember a világon kategóriában. Fey-t kiemelt újságcikkben javasolta Alec Baldwin a Stúdió társ sztárja a 2009 évi listára. Barbara Walters kiválasztotta 2008 10 legelbűvölőbb emberének egyikeként.
2011 szeptemberében Fey a Forbes magazin legmagasabb fizetésű tv színésznőket tartalmazó listájának élén landolt.
2010 júniusában bejelentették, hogy kap egy csillagot Hollywoodban a Hírességek sétányán 2011-ben.

## Magánélete

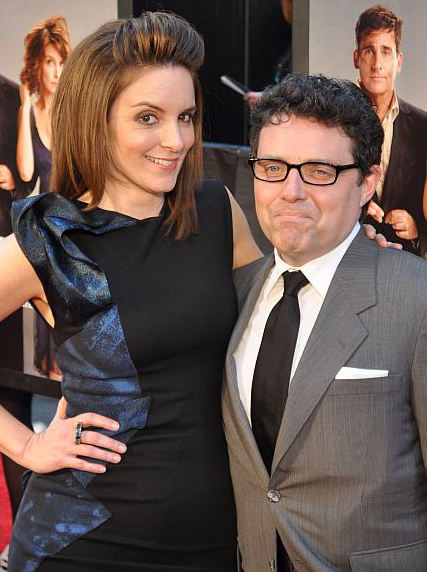
Fey a férjével Jeff Richmond-dal 2010 áprilisában a Date Night premierjén

1994-ben két évvel azután, hogy csatlakozott a chicagói Second City improvizációs színházi társulathoz társa lett Jeff Richmond, egy zongorista, aki később a Second City zenei igazgatója lett, majd a 30 Rock zeneszerzője. Az esküvőjük görög ortodox szertartással 2001. június 3-án volt. A párnak két lánya van Alice Zenobia Richmond (született 2005. szeptember 10.) és Penelope Athena Richmond (született 2011. augusztus 10.). 2009 áprilisában Fey és Richmond vásárolt egy 3,4 millió dolláros lakást a felső West Side-on New Yorkban.
Fey-nek van egy néhány centiméter hosszú forradás a bal oldali állán és arcán, aminek története ismeretlen volt a nyilvánosság számára 2008-ig, amikor a Vanity Fair (Hiúságok Vására) Magazinban megjelent képen Maureen Down fotós oldalnézetben fényképezte le, valamint önéletrajzi könyvéből, melyből kiderült, hogy "az óvodai tavaszi félév alatt egy idegen megvágta az arcomat a házunk mögötti fasorban."
Jótékonysági munka
Jótékonysági munkájához beletartozik az Autism Speaks támogatása, egy szervezet, amely szponzorálja az autizmus tanulmányozását 2008 áprilisában szerepelt a Night of Too Many Stars vígjátékban az autisták oktatásáért.
Fey szintén támogatója a Mercy Corps-nak, egy segélyezési és fejlesztési szervezetnek, ami harcot indított a világméretű éhínség felszámolására. Fey volt a narrátora a New York City székhelyű Mercy Corps Akció Központ részére készített videónak, amiben az éhséget, mint a szélesebb világ probléma egyik tüneteként írja le. Fey szintén támogatója a Love Our Children (Szeressük a Gyerekeinket) USA szervezetének, ami a gyermek elleni erőszak ellen harcol. A szervezet Fey-t jelölte a Mothers Who Make a Difference (Anyák, akik Megkülönböztetést tesznek) díjra 2009-ben. Ő volt a 2009. évi Light the Night Walk (Nyisd ki a szemed Éjszakai Séta) jótékonysági rendezvénynek, ami a Leukémia és Limfóma Rákbetegségek Önkéntes Egészségügyi Hivatalát támogatja.

## Filmográfia

### Film
| Év   | Magyar cím                          | Eredeti cím                                          | Szerep                                  | Magyar hang           |
| ---- | ----------------------------------- | ---------------------------------------------------- | --------------------------------------- | --------------------- |
| 2002 |                                     | Martin & Orloff                                      | déli nő                                 |                       |
| 2004 | Bajos csajok                        | Mean Girls                                           | Ms. Sharon Norbury                      | Kisfalvi Krisztina    |
| 2006 | A Sör Szövetsége                    | Artie Lange's Beer League                            | titkárnő                                |                       |
| 2006 | Az év embere                        | Man of the Year                                      | önmaga                                  | Andrádi Zsanett       |
| 2007 |                                     | Aqua Teen Hunger Force Colon Movie Film for Theaters | Óriás Burrito (hangja)                  |                       |
| 2008 | Bébi mama                           | Baby Mama                                            | Kate Holbrook                           | Kisfalvi Krisztina    |
| 2008 | Ponyo a tengerparti sziklán         | Ponyo                                                | Lisa (angol hangja)                     |                       |
| 2009 | Lódító hódító                       | The Invention of Lying                               | Shelley Bailey                          | Mandel Helga          |
| 2010 | Párterápia                          | Date Night                                           | Claire Foster                           | Kisfalvi Krisztina    |
| 2010 | Megaagy                             | Megamind                                             | Roxanne Ritchi (hangja)                 | Kisfalvi Krisztina    |
| 2013 | Vizsga két személyre                | Admission                                            | Portia Nathan                           | Pálfi Kata            |
| 2013 | Ron Burgundy: A legenda folytatódik | Anchorman 2: The Legend Continues                    | Entertainment Tonight riportere (cameo) | Kisfalvi Krisztina    |
| 2014 | Muppet-krimi: Körözés alatt         | Muppets Most Wanted                                  | Nadya                                   | Kis-Kovács Luca       |
| 2014 | Itthon, édes otthon                 | This Is Where I Leave You                            | Wendy Altman                            | Kisfalvi Krisztina    |
| 2015 |                                     | Monkey Kingdom (dokumentumfilm)                      | narrátor                                |                       |
| 2015 | Lánytesók                           | Sisters                                              | Kate Ellis                              | Pálfi Kata            |
| 2016 | Afganisztáni víg napjaim            | Whiskey Tango Foxtrot                                | Kim Baker                               | Szávai Viktória       |
| 2016 | Afganisztáni víg napjaim            | Whiskey Tango Foxtrot                                | Kim Baker                               | Zakariás Éva          |
| 2019 | Borvidék                            | Wine Country                                         | Tammy                                   |                       |
| 2020 | Lelki ismeretek                     | Soul                                                 | 22 (hangja)                             | Sallai Nóra           |
| 2021 | 22 a Föld ellen (rövidfilm)         | 22 vs. Earth                                         | 22 (hangja)                             | Sallai Nóra [forrás?] |
| 2021 | Free Guy                            | Free Guy                                             | porszívózó anya                         |                       |
| 2022 |                                     | Betty White: A Celebration                           | önmaga                                  |                       |
| 2023 |                                     | Maggie Moore(s)                                      | Rita Grace                              |                       |
| 2023 | Szeánsz Velencében                  | A Haunting in Venice                                 | Ariadne Oliver                          | Szávai Viktória       |
| 2024 | Bajos csajok                        | Mean Girls                                           | Ms. Sharon Norbury                      |                       |

## Magyarul megjelent művei
- A nagymenő; ford. Goitein Veronika; Könyvmolyképző, Szeged, 2015 (Arany pöttyös könyvek)